# 元佑宫
31°09′48″N 112°35′18″E / 31.16333°N 112.58833°E
元佑宫位于中国湖北省钟祥市元佑路41号，2006年被列为第六批全国重点文物保护单位合并项目，归入明显陵。
元佑宫始建于元代，原称天庆观，明洪武三年（1370年）重建，洪武七年（1374年）改称玄妙观，嘉靖初赐名元佑宫。嘉靖十八年（1539年）扩建，并作为显陵的配套宗教建筑。明末大部分建筑被毁，清代重修。
元祐宫坐南朝北，中轴线上有照壁=宫门、元佑殿、降祥殿和三洞阁，两侧有钟鼓楼、廊房、宣法殿、衍真殿。元佑殿为主体建筑，又称万寿宫，面阔七间（32.80米），进深三间（15.70米），单檐歇山顶。